# Лі Брекетт
Лі Дугласс Брекетт (англ. Leigh Douglass Brackett; нар. 7 грудня 1915 — пом. 18 березня, 1978) — американська письменниця жанру наукової фантастики, відома як Королева Космічної опери, а також — сценаристка.

## Біографія

### Ранні роки
Лі Брекетт народилася 7 грудня 1915 року в Лос-Анджелесі в сім'ї бухгалтера і письменника-початківця Вільяма Франкліна Брекетта та Маргарет Дуглас Брекетт.
У 1918 році батько помер від «іспанки», після чого Лі разом з матір'ю оселилися у дідуся і бабусі по материнській лінії в Санта-Моніці.
З дев'яти років вона захопилася оповіданнями Роберта Ервіна Говарда, Кетрін Люсіль Мур, Едгара Райса Барроуза та згодом почала писати власні твори.
Її перші роботи прочитав Генрі Каттнер, після чого познайомив Лі із Робертом Гайнлайном, Реєм Бредбері та Едмондом Гемілтоном, з яким вона в подальшому одружилася у 1946 році.
У 1939 році Лі Брекетт увійшла до Товариства наукової фантастики Лос-Анджелеса та в лютому 1940 року у виданні Astounding Science Fiction було опубліковано її оповідання «Марсіанські пошуки».

### Творчість
Впродовж 1940-х років в багатьох виданнях виходять її науково-фантастичні та детективні твори.
Після одруження разом із чоловіком Лі Брекетт переїжджає до Кінсмену (штат Огайо) та продовжує роботу над оповіданнями. Крім того, вона виступає сценаристом для фільмів: «Ріо Браво» (1959), «Хатарі!» (1962), «Ельдорадо» (1966), «Ріо Лобо» (1970) та «Довге прощання» (1973).
Працювала над сценарієм фільму «Імперія завдає удару у відповідь», який вийшов на екрани у 1980 році, але не встигла завершити роботу.
18 березня 1978 року — померла від раку в Ланкастері.

## Основні твори
- «Труп нічого не дає», 1944;
- «Тінь над Марсом», 1944;
- «Зоряні люди», 1952;
- «Меч Ріаннона», 1953;
- «Великий стрибок», 1955;
- «Довге завтра», 1955;
- «Таємниця Синхарату», 1964;
- «Люди талісману», 1964;
- «Джинджер-зірка», 1974;
- «Собаки Скейта», 1974;
- «Грабіжники Скейта», 1976;
- «Розбійник Марса», 1982[10].

## Визнання
- У 2014 році включена до Залу слави наукової фантастики[11].
- У 2020 році відмічена премією Ретро-Х'юго за твір «Тінь над Марсом»[12].